# Социальная поддержка
Социа́льная подде́ржка — мероприятия, проводимые органами социальной защиты в рамках социальной политики, направленные на предоставление отдельным категориям граждан помощи в соответствии с законодательными и правовыми актами.

## Определение
Согласно БРЭ социальная поддержка — это комплекс мер по сохранению, усилению жизнеспособности гражданина или его семьи, оказание содействия в обеспечении нормальной жизнедеятельности.

## Виды социальной поддержки
Различают следующие виды социальной поддержки:
- материальная поддержка (в том числе услуги);
- моральная поддержка (психологическая поддержка).

## Виды мер социальной поддержки в Российской Федерации
В зависимости от категории граждан различают следующие виды мер социальной поддержки:
- детям (различные пособия семьям с детьми; услуги, предоставляемые семьям и детям);
- многодетным семьям (выдача удостоверений многодетной семьи, различные пособия, денежные выплаты, оплата услуг ЖКХ и др.);
- ветеранам и инвалидам боевых действий (различные денежные выплаты, комплексы услуг);
- малоимущим семьям;
- гражданам за особые заслуги перед Отечеством;
- гражданам, имеющим право на льготы (учащимся, пенсионерам, работникам спецгосучреждений и др.);
- молодым семьям (программы улучшения жилищных условий и др.);
- прочие меры социальной поддержки.

### Программа социальной поддержки
В Российской Федерации была принята государственная программа «Социальная поддержка граждан» на срок с 1 января 2013 года по 31 декабря 2024 года, целью которой является повышение доступности социального обслуживания населения; создание условий для роста благосостояния граждан — получателей мер социальной поддержки, государственных социальных и страховых гарантий. Задачами программы являются: выполнение обязательств государства по социальной поддержке граждан; создание условий для обеспечения реализации Программы; обеспечение потребностей граждан в социальном обслуживании; создание благоприятных условий для жизнедеятельности семьи, функционирования института семьи и рождения детей; расширение участия негосударственных некоммерческих организаций в решении социальных вопросов; создание условий для повышения материального и социального положения граждан старшего поколения.
Ожидаемые результаты действия программы предполагают:
- исполнение обязательств государства по социальной поддержке отдельных категорий граждан

- увеличение удельного веса учреждений социального обслуживания, основанных на иных формах собственности, в общем количестве учреждений социального обслуживания всех форм собственности до 20,4 процента к 2024 году

- повышение к 2018 году средней заработной платы социальных работников до 100 процентов среднемесячного дохода от трудовой деятельности по субъекту Российской Федерации и дальнейшее поддержание достигнутого уровня до 2024 года

- рост суммарного коэффициента рождаемости до 1,7 к 2024 году

- увеличение доли детей-сирот и детей, оставшихся без попечения родителей, переданных на воспитание в семьи, в общей численности детей-сирот и детей, оставшихся без попечения родителей, до 88,95 процента к 2024 году

- увеличение объемов социальных услуг, оказываемых социально ориентированными некоммерческими организациями

- повышение материального и социального положения граждан пожилого возраста[4].